# 星空☆ディスティネーション
「星空☆ディスティネーション」（ほしぞらディスティネーション）は、花澤香菜のシングル。2012年4月25日にアニプレックスから発売された。

## 概要
「春」をテーマとした自身の歌手デビュー作品で、サウンドプロデュースをROUND TABLEの北川勝利が手掛けている。 
hotexpressの今翔平は、「彼女の透明感ある癒し声が楽しそうに踊り出すポップナンバー」と評した。
初回限定盤の付属DVDに収録されている「星空☆ディスティネーション Music Clip」には花澤本人とともに同じ事務所所属の井口裕香が友情出演している。

## 収録曲
（全作詞・作曲：北川勝利）
1. 星空☆ディスティネーション [4:43]
編曲：北川勝利、ストリングス編曲：宮川弾
RKB毎日放送『今日感テレビ』の提供ジングルに使用された。
2. Saturday Night Musical♪ [5:16]
編曲：長谷泰宏・北川勝利
3. 恋のはじまり [3:47]
編曲：桜井康史・北川勝利
4. 星空☆ディスティネーション（Instrumental）

DVD（初回限定盤のみ）
1. 星空☆ディスティネーション Music Clip